# کارلو ماتساکوراتی
کارلو ماتساکوراتی (ایتالیایی: Carlo Mazzacurati؛ ۲ مارس ۱۹۵۶ – ۲۲ ژانویهٔ ۲۰۱۴) یک کارگردان فیلم، فیلم‌نامه‌نویس، و هنرپیشه اهل ایتالیا بود.
از فیلم‌ها یا برنامه‌های تلویزیونی که وی در آن نقش داشته‌است می‌توان به خاطرات عزیز اشاره کرد.
وی همچنین برندهٔ جوایزی همچون شیر نقره‌ای شده‌است.